# Madárinfluenza
A madárinfluenza vírusos megbetegedés, amelyet valamely, a madarak szervezetéhez alkalmazkodott influenzavírus okoz. A madárinfluenza terjedése negatívan hat a baromfiiparra, a gazdálkodók megélhetésére, a nemzetközi kereskedelemre és a vadon élő madarak popolációjára. A vándormadarak, különösen a vízimadarak, a madárinfluenza vírusok természetes hordozói, és ezáltal szerepet játszanak a vírusok nagy földrajzi területeken történő elterjedésében. Azonban a vírus nem kizárólag madarakat betegíthet meg hanem emberre is átterjedhet . Az emberre legveszélyesebb változatának a HPAI (angolul highly pathogenic avian influenza, azaz „magas patogenitású madárinfluenza”) H5N1 törzseket tartják.
Az influenza vírusait többféleképpen is csoportosítják. Ezek közül az egyik, nem filogenetikai alapú (tehát nem a vírustörzsek leszármazási vonalait alapul vevő) csoportosítás azt jelzi, hogy az adott törzs tipikusan melyik rendszertani csoport szervezetéhez alkalmazkodott (például madárinfluenza, sertésinfluenza, emberi influenza). Vannak olyan törzsek, amelyek többféle szervezethez is alkalmazkodtak. Az első világháború utáni pusztító világjárványt okozó spanyolnátha például madarakat és embereket egyaránt megfertőzött.
A madárinfluenzát először Olaszországban azonosították be a 20. század elején, mára a világ minden részén megtalálták már. Az 1997-ben azonosított H5N1 típust a WHO egy lehetséges pandémia (világjárvány) forrásának nevezte. A H5N1 a vadon élő madárfajokat és a házi baromfifajokat egyaránt képes megbetegíteni. Csak néhány eset ismert, amikor emberről emberre terjedt, az influenzavírusok azonban változékonyak, így fennáll a lehetősége, hogy kialakul az emberről emberre terjedő változat, amely képes lehet járvány kirobbantására.
Tudományos eredmények alapján az EPA jóváhagyta a hidrogén-peroxidot és peroxi-ecetsavat antimikrobiális termékként való használatát. A hidrogén-peroxiddal történő megelőzési módszer egyszerű: a hígított oldatot a potenciálisan fertőzött felületekre kell permetezni. A hagyományosan alkalmazott hipoklorittal és a klór-dioxiddal ellentétben a hígított hidrogén-peroxid nem mérgező antimikrobiális szer. Ezenkívül a hidrogén-peroxid híg vizes oldatát az ipari aktivitásoktól távol levő területeken is elő lehet állítani a helyi vírusmegelőzési igények fedezéséhez.

## Fordítás
- Ez a szócikk részben vagy egészben  az   Avian influenza című angol Wikipédia-szócikk fordításán alapul.  Az eredeti cikk szerkesztőit annak laptörténete sorolja fel. Ez a jelzés csupán a megfogalmazás eredetét és a szerzői jogokat jelzi, nem szolgál a cikkben szereplő információk forrásmegjelöléseként.